# Antimikrobielle Wirkstoffe
Antimikrobielle Wirkstoffe (englisch antimicrobial agents) sind chemische Stoffe, die die Vermehrungsfähigkeit oder Infektiosität von Mikroorganismen reduzieren oder sie abtöten beziehungsweise inaktivieren.
Zu jenen antimikrobiellen Wirkstoffen, die als spezifisches Medikament bei einer Infektionskrankheit oder einer Infektion vorbeugend als antimikrobielle Prophylaxe eingesetzt werden, gehören die Antibiotika gegen Bakterien (antibakterielle Wirkstoffe) und die Antimykotika gegen Pilze und pathogene Hefen (z. B. Candida spp.). Diese antimikrobiellen Wirkstoffe werden gelegentlich auch als Antimikrobiotika (Singular: Antimikrobiotikum) bezeichnet.
Neben diesen Stoffgruppen, die der unmittelbaren spezifischen Therapie dienen, zählen auch alle Desinfektionsmittel zu den antimikrobiellen Wirkstoffen. Diese können neben den oben genannten Erregern auch Viren inaktivieren. Es gibt auch technisch hergestellte Oberflächenstrukturen, die durch desinfizierende Wirkung (z. B. Silber und Kupfer) oder mittels Nanostrukturen aus Titandioxid antimikrobiell wirksam sind (vgl. photokatalytische Selbstreinigung).
Die Anwendung antimikrobieller Wirkstoffe hat die Sterblichkeit von Patienten mit Infektionskrankheiten gesenkt. Unüberlegte Verwendung führte zur Entwicklung von Resistenzen.
Antimikrobielle Wirkstoffe finden sich als natürliche Stoffe auch bei höheren Lebewesen zur unspezifischen Abwehr von Bakterien und Pilzen – etwa antimikrobielle Peptide und das Lysozym bei Wirbeltieren, verschiedene Stoffe bei Insekten (siehe z. B. Schwimmkäfer). Antimikrobielle Abwehrstoffe der Pflanzen sind beispielsweise die Phytoalexine.